# Cablevisión (Chile)
CableVisión fue una empresa chilena de televisión por cable que operaba en las ciudades de La Serena, Coquimbo, Illapel, La Ligua, Viña del Mar y Valparaíso. Cablevisión fue absorbida por VTR Cablexpress en marzo de 1997.

## Historia
Entre 1992 y 1995, el Grupo Incorp S.A. participó activamente en el negocio de la televisión por cable, siendo uno de los mayores operadores de Chile. A partir de esto se creó CableVisión, una cableoperadora que tuvo presencia en la Región de Coquimbo y Región de Valparaíso gracias a socios nacionales y extranjeros, como EMEC S.A. (Empresa Eléctrica de Coquimbo, posteriormente Conafe), United GlobalCom (anteriormente UIH Inc.), y otros.
Los primeros servicios de CableVisión fueron autorizados por el Consejo Nacional de Televisión de Chile el 2 de marzo de 1992 para las comunas de Valparaíso y Viña del Mar. En los siguientes años amplió su radio de acción a otras comunas de las regiones de Valparaíso y Coquimbo; en estas últimas arribó en 1993.
CableVisión ofrecía canales tantos nacionales como extranjeros, tales como Televisión Nacional de Chile, UCV Televisión, Megavisión, Chilevisión, Canal 13, La Red, Cartoon Network, The Big Channel, TNT, Cinecanal, HBO Olé, Cinemax, Space, I.Sat, Sony Entertainment Television, Warner Channel, Fox Channel, Tele Uno, Discovery Channel, Film & Arts, Infinito, Travel Channel, Ya TV, MTV Latino, ESPN, Prime Deportiva, CNN International, Venezolana de Televisión, Canal de Noticias NBC, CBS Telenoticias, TVE Internacional, Congreso Nacional, Telescuela, TV Dubai, Prevue Latino, Gems Televisión, América TV, El Canal de las Estrellas, TV Chile, 365 Canal de Cine, Fono Compras/Cable Avisos, EWTN, Sólo Tango, América Sports, Worldnet, Deutsche Welle TV, TV5 Monde, Rai Italia, Hispavisión, ATC y Telefe.
Entre los canales propios que tuvo CableVisión se cuentan:
- Canal CableVisión, o Canal 19, donde se presentaban algunos programas de entretenimiento, tales como el juego del Bingo, y los partidos del fútbol nacional emitidos desde VTR Cablexpress (señal de VTR que en ese entonces poseía los derechos de transmisión de los partidos del Campeonato Nacional de Fútbol).
- Eclipse, un canal dedicado a presentar los mejores videoclips musicales y microprogramas.
- QBC, el canal de la salud, donde se ofrecían algunos programas y espacios dedicados a la salud, tales como la prevención del cáncer y el sida, escenas del principio de la vida, películas dedicadas a este rubro, spots del Ministerio de Salud y de la Conac (Corporación Nacional del Cáncer), y mensajes de respectivos doctores de la Región de Valparaíso.
- UCV Cable Televisión, la señal de cable de UCV Televisión que era un canal exclusivo de CableVisión. Presentaba algunos programas de esta casa televisiva y otros que eran producidos exclusivamente para su señal de cable.

En cambio, en La Serena existió el Canal 3, operado por Hi-Tel Producciones Audiovisuales (empresa productora del programa El submarino). En dicha señal se exhibía la Guía de Profesionales, videoclips, Fono Compras, los partidos de fútbol nacional emitidos por VTR Cablexpress, y el programa juvenil El Submarino.
En 1995, CableVisión fue vendida a United GlobalCom (dueño de VTR Chile). Posterior a esta adquisición se hicieron 2 divisiones para la cableoperadora: CableVisión Norte (Región de Coquimbo) —que pertenecía en un 40% a Cablevisión y un 60% a la Empresa Eléctrica de Coquimbo— y CableVisión Pacífico (Región de Valparaíso). CableVisión también premiaba a sus abonados con su concurso Qué fácil es ganar y ofrecía servicios gracias a las tarjetas de crédito Cablevisión, pertenecientes al Banco Concepción y Consorcio Nacional de Seguros.
En enero de 1997, VTR Cablexpress compró CableVisión (tanto en la región de Coquimbo como en la Región de Valparaíso) y la empresa se convirtió en VTR Cablexpress o VTR/CableVisión (esta última denominación se utilizaba especialmente en los comerciales insertos en los canales de cine, durante la emisión de una película).
El Canal 3 de CableVisión de La Serena se convirtió en Inter Cable y comenzaron a exhibirse videos musicales, fiestas bailables en la desaparecida discoteca Scratch (que estaba ubicada en la Avenida del Mar), El submarino y los partidos de fútbol nacional. Al comenzar 1998, STX Cable (también operada por VTR y ex dueña de Multivisión, una cableoperadora con cobertura desde la región de Arica hasta la Región de Atacama) compró VTR Cablexpress de la Región de Coquimbo y la Región de Valparaíso. Con esta adquisición, las operaciones de VTR/CableVisión finalizaron definitivamente.